# Ginásio Nélio Dias
O Ginásio Nélio Dias é um ginásio poliesportivo localizado na cidade de Natal, no estado brasileiro do Rio Grande do Norte. Foi inaugurado em 13 de dezembro de 2008 no bairro de Lagoa Azul, levando o nome do ex-deputado federal Nélio Dias.

## Sobre o ginásio
O ginásio está instalado na Zona Norte da cidade, com acesso pelas avenidas João Medeiros Filho e Itapetinga. Está localizado a 27,5 km do aeroporto da cidade (Aeroporto Internacional de Natal), e possui estacionamento com capacidade para até 800 veículos.
O ginásio ocupa um terreno de 30 mil metros quadrados, possuindo três níveis de arquibancadas com a capacidade para 10 mil pessoas, tribuna de honra com 60 lugares, salas para a administração e federações esportivas, além de vestiários, sala de imprensa, banheiros, praça externa e estacionamento.
Possui cobertura central em casca de concreto armado com domo central de alumínio e policarbonato. O piso da quadra poliesportivo é em taraflex. O projeto do ginásio é assinado pelo arquiteto Moacir Gomes, o mesmo do antigo estádio Machadão e do ginásio Machadinho.

## Eventos realizados
Inaugurado em dezembro de 2008, a primeira partida realizada no ginásio só foi feita quase um ano depois de sua inauguração, em 28 de setembro de 2009 numa partida amistosa entre as equipes de basquete do Minas Tênis Clube e do Flamengo, com vitória do time carioca por 101 a 75.
Em 2010, o ginásio abrigou um evento de MMA Jungle Fight, atraindo um público estimado em 12.000 pessoas.
As instalações do ginásio foram usadas para abrigar o 11º Campeonato Mundial de Basquete Master, que ocorreu em 2011 e trouxe a cidade cerca de 3.500 atletas de várias partes do mundo.
Em março de 2014, o ginásio abrigou um evento de MMA do UFC, denominado UFC Fight Night: Shogun vs. Henderson II, atraindo um público estimado em 7.000 pessoas.